# Rolando Maran
Rolando Maran (Trento, Italia, 14 de julio de 1963) es un exfutbolista y entrenador italiano. Actualmente dirige al Brescia Calcio de la Serie B. 
Su hijo, Gianluca, es futbolista.

## Trayectoria

### Como jugador
En su etapa de futbolista, Maran jugaba de defensa. Debutó profesionalmente en 1983, siendo jugador del Benacense Riva. Tres años después, se marchó al Chievo Verona, de la Serie C2, con el cual obtuvo el ascenso a la Serie B, llegando a ser capitán. Tras dos breves estancias en el Nuova Valdagno y en el Carrarese, colgó las botas en 1997, en las filas del Fano.

### Como entrenador
Tras retirarse, comenzó su trayectoria como técnico siendo asistente del Chievo Verona. Posteriormente, entrenó en las categorías inferiores del Brescia y del Citadella, antes de hacerse cargo del primer equipo del Citadella en 2002.
Tres años después, fichó por el Brescia de la Serie B, pero fue sustituido por Zdeněk Zeman en 2006. Recaló en el banquillo del Bari, pero no logró buenos resultados y terminó siendo cesado en sus funciones en febrero de 2007.
Su siguiente destino fue la Triestina, a la que dirigió hasta 2009. De ahí pasó al Vicenza, al que salvó del descenso, pero fue cesado en 2011.
Poco después, firmó por el Varese, con el que alcanzó el "play-off" de ascenso a la Serie A, pero perdió la final contra la Sampdoria.
En junio de 2012, tomó el mando del Catania, al que llevó a su mejor temporada en la máxima categoría del Calcio, finalizando 8º con 56 puntos en la Serie A 2012-13. Sin embargo, un mal comienzo en la temporada siguiente provocó su despido en octubre de 2013, pero como el equipo no mejoró en su ausencia, fue nuevamente contratado en enero de 2014, para volver a ser destituido en abril, tras encadenar 5 derrotas consecutivas.
En octubre de 2014, fue nombrado nuevo técnico del Chievo Verona, con el que consiguió la permanencia al terminar como 14º clasificado en la Serie A. En las dos temporadas siguientes volvió a mantener al Chievo Verona en la élite del fútbol italiano, hasta que en abril de 2018, tras conseguir una sola victoria en 10 partidos, fue despedido como técnico del equipo italiano.
El 7 de junio de 2018, se incorporó al Cagliari Calcio. En su primera temporada en el banquillo sardo, alcanzó la permanencia al terminar 15º en la Serie A; mientras que en su segundo curso en el Sardegna Arena, completó un gran inicio de temporada que llevó al equipo a luchar por las posiciones nobles de la clasificación. Sin embargo, fue destituido el 3 de marzo de 2020, tras sumar 12 partidos consecutivos sin obtener una sola victoria y caer al 11º puesto.
Para la temporada 2020-21, Maran se incorporó al Genoa. Su experiencia con el equipo rossoblu solo duró hasta diciembre, cuando fue reemplazado por Davide Ballardini debido a los malos resultados.
El 23 de junio de 2022, el club Pisa de la Serie B anunció la contratación de Maran como su nuevo entrenador. Sin embargo, fue despedido el 19 de septiembre de 2022, dejando al club al final de la clasificación liguera después de seis partidos.
El 14 de noviembre de 2023, Brescia contrató a Maran como su nuevo entrenador para la temporada 2023-24. Con 38 puntos acumulados en 26 partidos, terminó el campeonato en octavo lugar, clasificándose para los play-offs donde fueron eliminados en la ronda preliminar a manos de Catanzaro en la prórroga. El 9 de diciembre de 2024, fue despedido con el equipo en décimo lugar con 19 puntos. No obstante, el 28 de enero de 2025, fue llamado nuevamente al banquillo para sustituir a Pierpaolo Bisoli, quien lo había reemplazado el mes anterior.

## Clubes

### Como jugador
| Club           | País   | Año       | Partidos | Goles |
| -------------- | ------ | --------- | -------- | ----- |
| Benacense Riva | Italia | 1983-1986 | 87       | 7     |
| Chievo Verona  | Italia | 1986-1995 | 280      | 11    |
| Nuova Valdagno | Italia | 1995      | 10       | 0     |
| Carrarese      | Italia | 1995-1996 | 23       | 0     |
| Fano           | Italia | 1996-1997 | 28       | 2     |

### Como entrenador
| Club            | País   | Año           | P   | PG  | PE  | PP  | % v.   |
| --------------- | ------ | ------------- | --- | --- | --- | --- | ------ |
| Citadella       | Italia | 2002-2005     | 105 | 33  | 35  | 37  | 42.54% |
| Brescia         | Italia | 2005-2006     | 35  | 15  | 13  | 7   | 55.24% |
| Bari            | Italia | 2006-2007     | 25  | 7   | 8   | 10  | 38.67% |
| Triestina       | Italia | 2007-2009     | 88  | 31  | 23  | 34  | 43.94% |
| Vicenza         | Italia | 2009-2011     | 85  | 29  | 24  | 32  | 43.53% |
| Varese          | Italia | 2011-2012     | 37  | 20  | 9   | 8   | 62.16% |
| Catania         | Italia | 2012-2013     | 50  | 19  | 13  | 18  | 46.67% |
| Catania         | Italia | 2014          | 13  | 1   | 4   | 8   | 17.95% |
| Chievo Verona   | Italia | 2014-2018     | 142 | 44  | 38  | 60  | 39.91% |
| Cagliari Calcio | Italia | 2018-2020     | 69  | 22  | 19  | 28  | 41.06% |
| Genoa           | Italia | 2020          | 15  | 3   | 4   | 8   | 28.89% |
| Pisa            | Italia | 2022          | 7   | 0   | 2   | 5   | 9.52%  |
| Brescia         | Italia | 2023-2024     | 45  | 15  | 15  | 15  | 44.44% |
| Brescia         | Italia | 2025-presente |     |     |     |     |        |
| Total           | Total  | Total         | 716 | 239 | 207 | 270 | 43.02% |